# 書画
書画（しょが）は、東洋美術の一分野であり、書作品と絵画作品の総称。
「書と絵画」という意味ではあるが、両者の一体化した芸術（後述）、あるいは、文人の教養分野、才能の発露というニュアンスでも用いられる（類例：琴棋書画、詩画）。

## 概説
東アジア（日本の東洋史における事実上の「東洋」）において「書」と「画」は一つのフレームに表現されることが多く見られる。例えばある絵画作品に対して、鑑賞者がその鑑賞、感興、賛辞を書き入れることなどがある（賛）。このとき、この作品は絵画と賛（書作品として、文芸作品として）は一体のものとして鑑賞の対象とされる。長い時代を隔てて賛が書き添えられていくことも稀ではない。
絵画の作者自らが賛を作品に書き入れることを「自画自賛」と言う。